# Igreja Evangélica Árabe de São Paulo
A Igreja Evangélica Árabe de São Paulo é uma igreja batista organizada em São Paulo em 1976, afiliada atualmente à Convenção Batista Brasileira. Sua origem se deu pela imigração de sírio-libaneses nos séculos XIX e XX para o Brasil.
A igreja trabalha pela conversão de árabes brasileiros ao Cristianismo e está localizada na Rua Vergueiro, número 1845, na Vila Mariana e São Paulo.

## História
Durante o domínio Otomano no século XIX e XX da região da Síria e Líbano muitos cristãos passaram a sofrer perseguição religiosa no país devido o apoio do governo ao Islamismo.
Em 1899 imigrou para o Brasil o Rev. Khalil Simão Hacy, o mesmo voltou para a Síria em 1904, para realizar os estudos teológicos necessário para ser ordenado pastor protestante em 1907. Em 1920  retornado ao Brasil. O mesmo fundou a Igreja Protestante Síria, a qual pastoreou até 1935. Após sua morte em 1944 a igreja foi extinta, seus bens vendidos e doados, e os membros da igreja passaram a frequentar outras denominações protestantes.
A partir da década de 1960 um grupo de imigrantes volta a organizar-se, porém, dentro da Igreja Presbiteriana de Vila Mariana (maior igreja federada a Igreja Presbiteriana do Brasil na cidade de São Paulo). O Rev. Ragi Azar Khouri foi credenciado pelo Sínodo Evangélico da Síria e Líbano para pregar a fé cristã reformada aos imigrantes de língua árabe no Brasil e seus descendentes.
Em 1961 a Igreja Presbiteriana de Vila Mariana cedeu gratuitamente parte de suas dependências para a formação da Igreja Evangélica Árabe, que começou se reunindo no primeiro e terceiro domingo de cada mês.
No ano de 1967 a Igreja Presbiteriana de Vila Mariana requereu novamente o terreno, de forma que os membros da Igreja Evangélica Árabe já haviam comprado um terreno para a construção de seu templo.
Assim sendo, no dia 19 de março de 1967 as 18:00 horas foi formada com 52 membros a Igreja Evangélica Árabe de São Paulo, onde funciona até hoje. A igreja conserva um arquitetura típica da cultura árabe.
Até 2015, a igreja foi membro da Comunhão Mundial das Igrejas Reformadas. Depois disso, se tornou parte da Convenção Batista Brasileira. 

## Doutrina
A igreja sustenta uma doutrina confessional calvinista e um sistema de governo congregacional, pois está ligada afiliada a Convenção Batista Brasileira.
A igreja subscreve a Confissão de Fé de Westminster, Breve Catecismo de Westminster e o Credo dos Apóstolos.